# Indian Point 1
Indian Point 1 är ett reservat i Kanada.   Det ligger i provinsen New Brunswick, i den östra delen av landet, 800 km öster om huvudstaden Ottawa.
I omgivningarna runt Indian Point 1 växer i huvudsak blandskog. Trakten runt Indian Point 1 är nära nog obefolkad, med mindre än två invånare per kvadratkilometer.